# Dary (wieś)
Dary (biał. Дары; ros. Дары) – wieś na Białorusi, w obwodzie mohylewskim, w rejonie mohylewskim, w sielsowiecie Padhorje, w pobliżu granic Mohylewa.
W pobliżu znajduje się przystanek kolejowy Dary, położony na linii Mohylew – Krzyczew.

## Historia
Wieś Dory ekonomii mohylewskiej w drugiej połowie XVII wieku.
Do 1917 położone były w Rosji, w guberni mohylewskiej, w powiecie mohylewskim. Następnie w granicach Związku Sowieckiego. Od 1991 w niepodległej Białorusi.